# Morteza Mahjoob
Morteza Mahjoob (ur. 20 marca 1980 w Teheranie) – irański szachista, arcymistrz od 2007 roku.

## Kariera szachowa
Do ścisłej czołówki irańskich szachistów należy od pierwszych lat XXI wieku. W latach 2000–2006 czterokrotnie wystąpił na szachowych olimpiadach, w 2001 r. – na drużynowych mistrzostwach świata, natomiast pomiędzy 2003 a 2008 r. – trzykrotnie na drużynowych mistrzostwach Azji, na których zdobył dwa srebrne medale za wyniki indywidualne oraz jeden brązowy – wraz z zespołem. W 2003 r. zwyciężył w rozegranym w Dubaju turnieju strefowym, dzięki czemu zdobył awans do pucharowego turnieju o mistrzostwo świata, który odbył się w 2004 r. w Trypolisie. W I rundzie tych rozgrywek uległ (po dogrywce) Zurabowi Azmaiparaszwili. W 2005 r. zdobył w Teheranie złoty medal indywidualnych mistrzostw kraju, natomiast w 2006 r. – medal srebrny.
Normy na tytuł arcymistrza zdobył kołowym turnieju w Mariańskich Łaźniach (2006), II m. za Bartłomiejem Heberlą, na olimpiadzie w Turynie (2006) oraz w otwartym turnieju w Ahwazie (2007, dz. I m. wspólnie z Ehsanem Ghaemem Maghamim i Tigranem Kotanjanem). Do innych jego sukcesów należą: I m. w Szardży (2003), dz. I m. w Adenie (2005, wspólnie m.in. z Mohamedem Tissirem, Giorgi Bagaturowem i Slimem Belkhodją) oraz I m. w Urmii (2007).
Najwyższy ranking w dotychczasowej karierze osiągnął 1 lipca 2010 r., z wynikiem 2546 punktów zajmował wówczas 3. miejsce (za Ehsanem Ghaemem Maghamim i Elshanem Moradiabadim) wśród irańskich szachistów.
W dniach 13–14 sierpnia 2009 r. Morteza Mahjoob pobił rekord świata w pod względem największej jednoczesnej liczby partii w seansie symultanicznym. W czasie ponad 18 godzin rozegrał 500 pojedynków, z których 397 wygrał, 90 zremisował, a 13 przegrał. Rekord ten został pobity w październiku 2010 r. przez izraelskiego arcymistrza Alika Gerszona.